# Erich Brandenberger
Erich Brandenberger (Augsburg, 15 de Julho de 1892—Bonn, 21 de Junho de 1955) foi um militar alemão, veterano da Segunda Guerra Mundial.

## Biografia
Foi um oficial cadete no Exército da Baviera em 1912. Após treinando com um soldado da artilharia, ele serviu em várias unidades daquele exército durante a Primeira Guerra Mundial (1914-18), encerando com a patente de Oberleutenant. Promovido para Oberst em 1 de Agosto de 1936, se tornou chief-of-staff do XXIII Corpo de Exército ao início da Segunda Guerra Mundial.
Brandenberger subiu rapidamente pelas patentes: Promovido para Generalmajor em 1 de Agosto de 1940, Generalleutnant em 1 de Agosto de 1942 e General der Artillerie em 1 de Agosto de 1943 (renomeado General der Panzertruppe em 8 de Novembro de 1943).
Durante este período, Erich Brandenberger comandou a 8ª Divisão Panzer (20 de Fevereiro de 1941), LIX Corpo de Exército (17 de Janeiro de 1943), XVII Corpo de Exército (1 de Agosto de 1943), XXIX Corpo de Exército (21 de Novembro de 1943) e o 7º Exército e 19º Exército.
Foi feito prisioneiros pelos Americanos em 6 de Maio de 1945, e libertado em 1948. Faleceu em Bonn em 21 de Junho de 1955.

## Condecorações
Foi condecorado com a Cruz de Cavaleiro da Cruz de Ferro (15 de Julho de 1941), com Folhas de Carvalho (12 de Novembro de 1943, n°324).